# 맷 왓슨
매튜 카일 왓슨(Matthew Kyle Watson, 1978년 9월 5일 ~ )은 미국프로야구 뉴욕 양키스의 야구 선수이다. 2009년 두산 베어스에 입단하였으나, 2009년 5월 24일 성적 부진으로 인하여 방출되었다. 방출 후 2009년 6월 미국 뉴욕 메츠와 마이너 계약을 맺었다. 그러나 미국 귀국 이후에도 부진을 거듭했다.결국, 2009년 7월 뉴욕 메츠에서도 방출된 그는, 고향 랭카스터에 위치한 독립리그 구단 랭카스터 반스토머스와 계약을 맺었다.
2010년 오클랜드 어슬레틱스와 메이저 계약을 맺었다.

## KBO 리그
2009년 두산 베어스의 외국인 선수로 영입되었으나, 극심한 타격 부진에 빠지며 전력 외 선수가 되었고, 결국 시즌 중 방출되었다. 그의 대체 선수로는 SK에서 방출되었던 크리스 니코스키가 영입되었다.